# Побачення з Рамою
«Побачення з Рамою» (англ. Rendezvous With Rama) — науково-фантастичний роман Артура Кларка 1973 року. Роман є першою частиною циклу «Рама».

## Сюжет
У ХХІІ столітті люди створили колонії на Місяці, Меркурії, Марсі та супутниках зовнішніх планет.
Найвищою організацією є Організація Об'єднаних Планет (англ. United Planets) в яку входять: Меркурій, Земля, Місяць, Марс, Ганімед, Титан та Тритон.
В 2131 році в Сонячну систему прилітає величезний циліндричний об'єкт (20 км в діаметрі і 54 км в висоту), спочатку прийнятий за метеорит і названий «Рама».
«Індевор» — єдиний корабель «Космічної варти», що знаходиться досить близько до траєкторії «Рами» і здатний наздогнати його.
Проникнувши всередину «Рами» через шлюзи в носовій частині, команда корабля бачить циліндричний внутрішній світ, що утримується відцентровою силою (один оберт за 4 хв). В цьому світі все кратне числу 3 для підвищення надійності.
Повітря придатне для дихання людей, що дозволяє вільно досліджувати світ. Два континенти «Північний» та «Південний» розділені «Циліндричним» морем шириною 10 км. Посеред моря є острів «Нью-Йорк» з високими спорудами. В міру наближення до Сонця, «Рама» коректує свій курс і світ починає пробуджуватись: включається освітлення, йдуть дощі з блискавками. Світ починає обслуговуватись триногими роботами-біотами (м'язи яких живляться від органічних електричних батарей). Але, за винятком морських бактерій та одинокої квітки, іншого біологічного життя немає.
Офіцер команди на мускулольоті по осі циліндра при нульовому притяганні досягає протилежного «Південного» полюсу, щоб дослідити двигуни «Рами», але під час грози зазнає аварії. Повернувшись до моря, він стрибає з 500-метрової стіни, що необхідна для утримання моря при розгоні «Рами» і його підбирає команда на плоті.
Розрізавши металеву стіну одного зі складів, команда фільмує сховище голографічних зображень всіляких предметів, серед яких скафандр для істоти в 2 з половиною метрів росту з трьома кінцівками.
«Індевор» з командою покидає «Раму», який оточивши себе невідомим сферичним екраном, здійснює гравітаційний маневр впритул до Сонця, після чого включивши двигуни невідомого, але не реактивного принципу дії, покидає Сонячну систему.
Наприкінці роману читачу дається надія, що оскільки в «Рамі» все потроєно для надійності, то і кораблів може бути три.